# Рудники (Мостиська)
Рудники —  один з районів малоповерхової садибної забудови міста Мостиська, колишнє приміське село, відділене річкою Січна.

## Історія
У 1593 р. король Сигізмунд III повідомив Яна Фелікса Гербурта про вислання комісарів для відмежування Мостиськ від маєтностей Нові Рудники і Старі Рудники.
У 1880 р. село Рудники Ляцькі належало до Мостиського повіту Королівства Галичини та Володимирії Австро-Угорської імперії, в селі було  152 будинки і 855 жителів, а на землях фільварку 10 будинків і 65 мешканців, з них 79 греко-католиків, 816 римо-католиків, 25 юдеїв. Місцева греко-католицька церква Вознесіння Господнього належала до парафії Мостиська Мостиського деканату Перемишльської єпархії.
На 01 січня 1939 року в селі було 1380 мешканців, з них 100 українців, 1220 поляків і 60 євреїв. Село входило до ґміни Мосьціска Мостиського повіту Львівського воєводства Польської республіки. Після анексії СРСР Західної України в 1939 році село включене до Мостиського району Дрогобицької області.

## Сучасність
У Рудниках зберігся палац Антонія Страхоцького з початку XIX ст., який після Другої світової війни служить місцевою школою.

## Народились
Щепаник Ян, — винахідник